# Delaporte
Delaporte es un dúo musical ítalo-español que combina los sonidos electrónicos con el pop. Formado por la cantante Sandra Delaporte y el productor y tecladista Sergio Salvi, se formó en Madrid en 2015.

## Historia
Sandra Delaporte y Sergio Salvi se conocieron en 2015 en la escena de las 'jam sessions' de música negra, de soul y jazz de Madrid, a través de un amigo en común. Sandra, cuyo nombre real es Alejandra de la Portilla, comenzó su formación musical a una edad temprana, tocando el piano y más tarde desarrollando sus habilidades vocales. Sergio también venía de un trasfondo musical, habiendo explorado el jazz antes de enfocarse en la música electrónica.

## Estilo e influencias
Delaporte es conocido por su estilo que combina la electrónica con el pop. Sus presentaciones en vivo son energéticas y han sido descritas como un "chute de energía" por diversos portales musicales.Comenzaron haciendo covers y versiones de artistas como J. J. Cale, Talking Heads y Nina Simone, hasta que estuvieron listos para presentar su propio material. Ambos trabajan juntos en la producción y composición de sus canciones.

## Trayectoria
Utilizaron YouTube como plataforma inicial para compartir su música. Su primer EP, ''One'', fue lanzado en 2017 y contenía canciones en inglés y español. Al año siguiente, presentaron ''Uno'', con más canciones de ese primer EP interpretadas en castellano y con ritmos latinos.
El sencillo "Un jardín" ayudó a Delaporte a darse a conocer y fue parte de la banda sonora del programa de televisión Fama a bailar. En 2019, lanzaron su primer álbum de estudio Como anoche, seguido en 2020 por el disco Las Montañas. En 2021, presentaron Titanas, un álbum que incluía versiones acústicas de sus temas electrónicos de Las Montañas y destacaba la participación de mujeres de la industria musical como Amaral, Ximena Sariñana, Dora Postigo, Rigoberta Bandini, Ginebras, Anaju y Rozalén.
En 2021, Delaporte publicó el disco Abril, compuesto por siete canciones, entre ellas "Desnudarnos otra vez", "Narciso" y "Droga dura", que destacaron por su reivindicación de la figura femenina en la industria. En 2024, lanzaron su álbum Aquí y Ahora, junto a una gira por gran parte de España y algunos países de Latinoamérica entre festivales y conciertos.

## Discografía
Álbumes de estudio:
- Como anoche (2019)
- Las Montañas (2020)
- Titanas (2021)
- Abril (2021)
- Aquí y Ahora (2024)
- DÉJATE CAER (2025)

EPs:
- One (2017)
- Uno (2018)

Sencillos destacados:
- "Un jardín" (2018)
- "Las Montañas" (2019)